# Khattabiyya
Khattabiyya fou una secta extremista xiïta de Kufa fundada per Abu-l-Khattab al-Assadí (mort el 755) que es considerava el representant i legatari (wassí) de l'imam Jàfar as-Sàdiq. Després del 748 la secta en va fragmentar en diverses grupuscles com els bazighiyya (de Bazigh ibn Mussa), el grup d'adeptes d'As-Sarí al-Àqsam, els muammariyya de Muàmmar ibn al-Àhmar i els mufaddaliyya d'Al-Mufàddal ibn Úmar al-Jufí.